# Gösta Heuman
Gustaf (Gösta) Vilhelm Heuman, född den 12 september 1900 i Falkenberg, död den 11 juli 1978 i Nice, var en svensk militär. Han var son till Gustaf Daniel Heüman, dotterson till Mathias Fjellman och måg till Jonas Kjellberg.
Heuman blev fänrik vid Göta artilleriregemente 1923 och löjtnant där 1928. Han genomgick Artilleri- och ingenjörhögskolan 1926–1932 och var i etiopisk tjänst 1934–1936. Heuman befordrades till kapten i artilleristaben 1937, till major i luftvärnet 1942, till överstelöjtnant 1945 och till överste på reservstat 1950. Han var militärattaché i Paris, Bryssel och Haag 1945–1948, observatör för Förenta nationerna i Indien och Pakistan 1950–1951 samt verksam med flyktingarbete i Tunisien 1958 och i Marocko 1959. Heuman blev riddare av Svärdsorden 1943 och av Vasaorden 1949. Han vilar på Stampens kyrkogård i Göteborg.